# Uchuusen Chikyuugou
Uchuusen Chikyuugou (宇宙船地球号, Uchūsen Chikyūgō) é o quinto álbum de estúdio da banda LAZY. Foi lançado em 16 de dezembro de 1980 pela RCA Records e tem 9 faixas.

## Produção
Quinto álbum da LAZY, primeira banda de Hironobu Kageyama, que também tinha membros da Neverland e da Loudness. Ele foi gravado entre agosto e novembro de 1980. Teve relançamentos em CD em 1990, 1996, 1999 e 2008. Neste último, três músicas foram adicionadas.

## Recepção
O site CD Journal, no relançamento de 1996, elogiou a quebra do som pop pelo qual a banda ela conhecida, destacando a força da guitarra de Akira Takasaki.

## Legado
Seguindo seu desejo de produzir música com mais elementos de heavy metal e hard rock, a banda lutou contra a gravadora e produziu um importante álbum da história do heavy metal no Japão. O álbum acabou se tornando o último da banda naquela época, já que o grupo se desfez após seu lançamento, seguindo carreiras solo bem sucedidas. Shunji Inoue e Hiroyuki Tanaka fundaram a banda Neverland, e Inoue segue produzindo álbuns até o presente; já Munetaka Higuchi e Akira Takasaki fundaram a Loudness, uma das mais bem-sucedidas bandas japonesas de heavy metal, e Hironobu Kageyama iniciou uma marcante carreira solo cantando anisons, notoriamente músicas de Changeman, Os Cavaleiros do Zodíaco e Dragon Ball Z.

## Faixas
| N.º            | Título                                  | Letras                      | Música         | Arranjo                   | Duração |  |
| 1.             | "DREAMER"                               | Ayumi Date e Akira Takasaki | A. Takasaki    | LAZY                      | 4:58    |  |
| 2.             | "DREAMY EXPRESS TRIP"                   | A. Date                     | Kimio Mizutani | K. Mizutani e A. Takasaki | 4:32    |  |
| 3.             | "Tenshi Ga Mitamono Wa"                 | A. Date                     | A. Takasaki    | LAZY                      | 4:55    |  |
| 4.             | "TIME GAP"                              | A. Date                     | K. Mizutani    | LAZY                      | 4:00    |  |
| 5.             | "Harukanaru Mother Land"                | instrumental                | A. Takasaki    | LAZY                      | 3:42    |  |
| 6.             | "Earth Ark (Uchuusen Chikyuugou)"       | A. Date                     | A. Takasaki    | LAZY                      | 4:05    |  |
| 7.             | "Bokura No Kunidemo"                    | A. Date                     | K. Mizutani    | K. Mizutani               | 5:31    |  |
| 8.             | "Utsukushii Yokan"                      | A. Date                     | A. Takasaki    | LAZY                      | 3:51    |  |
| 9.             | "LONELY STAR"                           | A. Date e Hiroyuki Tanaka   | H. Tanaka      | LAZY                      | 5:51    |  |
| 10.            | "Kanjite Night" (edição de 2008)        | A. Date                     | K. Mizutani    | A. Takasaki               | 3:02    |  |
| 11.            | "Hoshi no Hearty Road" (edição de 2008) | A. Date                     | K. Mizutani    | LAZY                      | 3:46    |  |
| 12.            | "Glass no Heart" (edição de 2008)       | A. Date                     | K. Mizutani    | K. Mizutani               | 4:12    |  |
| Duração total: | Duração total:                          | Duração total:              | Duração total: | Duração total:            | 53:06   |  |

## Integrantes
- Hironobu Kageyama (Michell) - Vocal

- Akira Takasaki (Suzy) - Guitarra

- Hiroyuki Tanaka (Funny) - Baixo

- Shunji Inoue (Pocky) - Teclado

- Munetaka Higuchi (Davy) - Bateria